# نوريكو واتانابي
نوريكو واتانابي (باليابانية: 渡辺典子) هي ممثلة يابانية، ولدت في 22 يوليو 1965 بأويتا في اليابان.

## وصلات خارجية
- نوريكو واتانابي على موقع IMDb (الإنجليزية)
- نوريكو واتانابي على موقع ميوزك برينز (الإنجليزية)
- نوريكو واتانابي على موقع أول موفي (الإنجليزية)
- نوريكو واتانابي على موقع ديسكوغز (الإنجليزية)
- نوريكو واتانابي على موقع قاعدة بيانات الفيلم (الإنجليزية)
- نوريكو واتانابي على موقع كينوبويسك (الروسية)
- نوريكو واتانابي على موقع ANN person (الإنجليزية)